# Municipio de Jones (Pensilvania)
El municipio de Jones (en inglés: Jones Township) es un municipio ubicado en el condado de Elk en el estado estadounidense de Pensilvania. En el año 2000 tenía una población de 1.721 habitantes y una densidad poblacional de 4.6 personas por km².

## Geografía
El municipio de Jones se encuentra ubicado en las coordenadas 41°37′31″N 78°29′58″O / 41.62528, -78.49944.

## Demografía
Según la Oficina del Censo en 2000 los ingresos medios por hogar en la localidad eran de $39,663 y los ingresos medios por familia eran de $48,077. Los hombres tenían unos ingresos medios de $37,353 frente a los $20,446 para las mujeres. La renta per cápita de la localidad era de $18,479. Alrededor del 4,9% de la población estaba por debajo del umbral de pobreza.